# A csaló (Lost)
2004. november 10-én került először adásba az amerikai ABC csatornán a sorozat 8. részeként. Damon Lindelof írta, és Tucker Gates rendezte. Az epizód középpontjában James "Sawyer" Ford áll.

## Ismertető
|  | Alább a cselekmény részletei következnek! |

### Visszaemlékezések
Sawyer egy fiatal nő, Jessica társaságában ébred fel az ágyban. Jessica figyelmezteti Sawyert, hogy el fog késni a megbeszéléséről. Sawyer gyors készülődésbe kezd, de "véletlenül" kiborítja a táskáját: $140,000 hullik ki belőle készpénzben. Sawyer azt mondja Jessicának, ezt nem szabadott volna meglátnia. Ennek ellenére elmondja, hogy a pénzt be akarja fektetni egy nagyon nyereséges üzletbe, minek köszönhetően a pénz háromszorosát kapná vissza. A probléma az, hogy $300,000-t kellene befektetnie, azaz még további $160,000-ra van szüksége. Jessica azt mondja, ő meg tudja szerezni a pénzt.
Sawyer egy étteremben találkozik Jessicával, és a férjével, David-del. Hogy elnyerje David bizalmát, egy napra odaadja neki a táskát, amiben a pénze van. Mint később kiderül, ez is csupán Sawyer tervének része, ugyanis Sawyer egy csaló, aki mások becsapásából él. Amint megkaparintja David $160,000-ját, lelép vele.
Sawyer Jessica és David házába megy, hogy megkössék az üzletet. Egy kisfiút vesz észre a házban; David és Jessica gyermekét. Miután meglátja őt, letesz a szándékáról, hogy ellopja a pénzt. Mindenféle magyarázat nélkül távozik a házból.

### Valós idejű történések (9-10. nap)
A gyümölcsszedéből visszatérve, Kate a parton találja Sawyer ruháit és a Watership Down című könyvet. Sawyer épp fürdőzik a tengerben, s miután megkátja Kate-et, flörtöl vele. Felöltözvén, visszamegy a sátrához, és észreveszi, hogy Boone a holmijai közt kotorászik.
Jack ellátja Sayidot, aki akkor sérült meg, amikor a francia nő adásának forrását kereste és valaki hátulról leütötte, sőt, az adó-vevőjét is összetörte. Shannon Boone-t kíséri oda Jackhez, mert Sawyer összeverte, amikor meglátta a cuccainál. Boone azt mondja, asztmás húga inhalátorait kereste, mert látta Sawyernél a könyvét, és biztosra veszi, hogy a gyógyszerek is nála vannak. Ha nem találják meg őket, légzési nehézségek fognak jelentkezni Shannon-nál.
Jack odamegy Sawyerhez, és visszaköveteli az asztma gyógyszereket. Sawyer nem adja oda őket. Később Kate is felkeresi őt, de neki sem hajlandó átadni azokat. Erre Kate megjegyzi, hogy akármennyire is azt akarja, hogy mindenki utálja, ő tudja, hogy érző lélek, mert látta, amikor a levelét olvasta. Sawyer odaadja neki a levelet, hogy elolvashassa.
Shannon egyre nehezebben vesz levegőt, ezért Sun eukaliptusz-levelet hozat Michael-lel, amitől Shannon légzése helyreáll. Sayid Jack segítségével egy fához kötözi Sawyert, majd megkínozza, ahogy már sok más embert is őelőtte. Sawyer csak Kate-nek hajlandó beszélni, de neki is csak akkor, ha megcsókolja. Kate eleinte kelletlenül, de teljesíti Sawyer kérését – hiábavalóan, ugyanis Sawyer bevallja, hogy a gyógyszerek nincsenek nála. Kate felpofozza őt.
Sayid feldühödik, mert továbbra is azt hiszi, Sawyernél vannak a gyógyszerek. Sőt, még az is megfordul  fejében, hogy Sawyer ütötte le őt a minap, és a rakétát késleltetetten lőtte fel, ahogy Locke is gyanította. Mindezekért, Sayid rátámad Sawyerre, és verekedés közben átszúr egy kést Sawyer karján, ami pont artériát ér. Szerencsére, Jacknek sikerül elállítania a vérzést.
Az incidensek után, Sayid elbúcsúzik Kate-től, mert egy időre elhagyja a tábort, ezzel büntetve magát fogadalma megszegéséért, miszerint nem kínoz meg többé senkit. Eközben, Charlie mindent elkövet, hogy Claire vele együtt a barlangokhoz költözzön. Többek között, szerez neki egy üveg „különösen lágy” mogyoróvajat, ami valójában csak egy üres befőttesüveg. Claire végül belemegy a költözésbe.
Kate többször is elolvassa Sawyer levelét, hogy rájöjjön, milyen ember is ő valójában. A borítékot is megszemlélve rájön az igazságra, és ezt Sawyernek is elmondja. A borítékon található dátumból megtudta, hogy a levelet nem Sawyernek írták, hanem ő maga írta az igazi Sawyernek. Kisgyermekkorában, Sawyer szüleit átvágta egy csaló, és ez azt eredményezte, hogy az apja lelőtte az édesanyját, majd önmagával is végzett. Így Sawyer árva maradt. Felnőttkorában, ugyanazzá vált, akit annyira gyűlölt, akinek a levelet is írta; ugyanis belőle is csaló lett. Azzal büntette magát, hogy felvette a Sawyer nevet, és később, mindent elkövetett azért, hogy mindenki meggyűlölje.
|  | Itt a vége a cselekmény részletezésének! |